# Холокост в Ляховичском районе
Холокост в Ля́ховичском районе — систематическое преследование и уничтожение евреев на территории Ляховичского района Брестской области оккупационными властями нацистской Германии и коллаборационистами в 1941—1944 годах во время Второй мировой войны, в рамках политики «Окончательного решения еврейского вопроса» — составная часть Холокоста в Белоруссии и Катастрофы европейского еврейства.

## Геноцид евреев в районе
Ляховичский район был полностью оккупирован немецкими войсками в июне 1941 года, и оккупация длилась более трёх лет — до первой половины июля 1944 года. Нацисты включили Ляховичский район в состав территории, административно отнесённой в состав рейхскомиссариата «Остланд» генерального округа Белорутения. Вся полнота власти в районе принадлежала нацистской военной оккупационной администрации, действующей через созданные вермахтом полевые и местные комендатуры. Во всех крупных деревнях района были созданы районные (волостные) управы и полицейские гарнизоны из белорусских коллаборационистов.
Для осуществления политики геноцида и проведения карательных операций сразу вслед за войсками в район прибыли карательные подразделения войск СС, айнзатцгруппы, зондеркоманды, тайная полевая полиция (ГФП), полиция безопасности и СД, жандармерия и гестапо.
Одновременно с оккупацией нацисты и их приспешники начали поголовное уничтожение евреев. «Акции» (таким эвфемизмом гитлеровцы называли организованные ими массовые убийства) повторялись множество раз во многих местах. В тех населенных пунктах, где евреев убили не сразу, их содержали в условиях гетто вплоть до полного уничтожения, используя на тяжелых и грязных принудительных работах, от чего многие узники умерли от непосильных нагрузок в условиях постоянного голода и отсутствия медицинской помощи.
Оккупационные власти под страхом смерти запретили евреям снимать желтые латы или шестиконечные звезды (опознавательные знаки на верхней одежде), выходить из гетто без специального разрешения, менять место проживания и квартиру внутри гетто, ходить по тротуарам, пользоваться общественным транспортом, находиться на территории парков и общественных мест, посещать школы.
Многие евреи в Ляховичском районе были убиты во время карательной операции нацистов «Припятские болота» (Pripiatsee) или «Припятский марш», проводившейся с 19 июля по 31 августа 1941 года. План этой операции был разработан в штабе войск СС при рейхсфюрере СС Гиммлере и ставил целью отработку и проведение первых массовых убийств евреев войсками СС на территории Беларуси. Непосредственными исполнителями операции были кавалерийская бригада СС, а также 162-я и 252-я пехотные дивизии под общим руководством высшего начальника СС и полиции тыла группы армий «Центр» группенфюрера СС Бах-Зелевского (Целевского).
За время оккупации практически все евреи Ляховичского района были убиты, а немногие спасшиеся в большинстве воевали впоследствии в партизанских отрядах.
Евреев в районе убили в Ляховичах и других населенных пунктах.

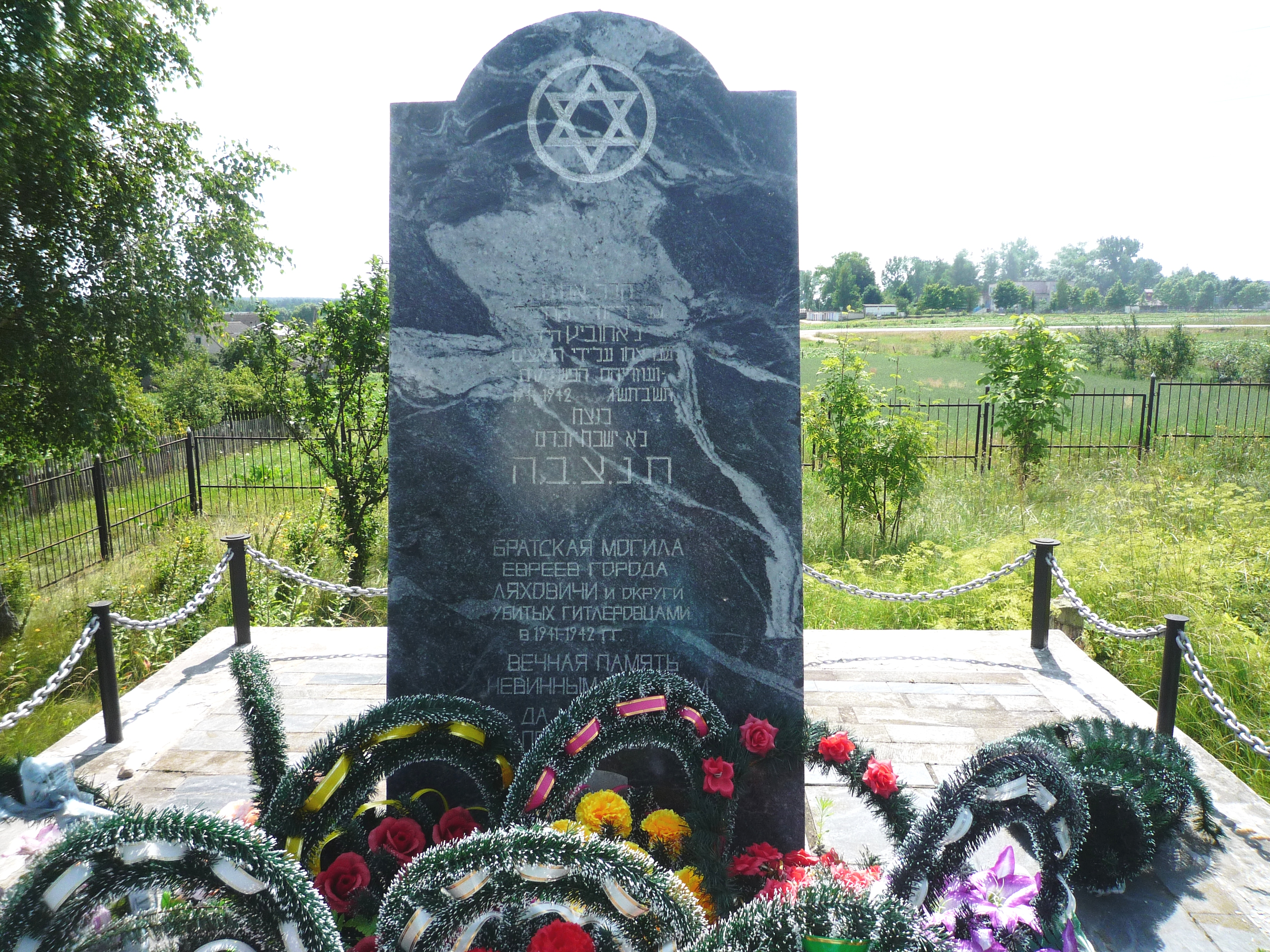
Памятник убитым евреям в Ляховичах

Сохранились отдельные свидетельства об убийствах евреев в Ляховическом районе. В деревне Счастновичи были схвачены 6 евреев, отправлены в Ляховичи и после пыток расстреляны.
В деревне Медведичи, в 3 км от деревни, в урочище Броды, находится братская могила евреев. 11 августа (сентября) 1941 года карательный отряд войск СС из Ганцевичей прибыл в местечко, всех евреев — стариков, женщин и детей — собрали и отвели под конвоем в урочище Броды (по направлению к деревне Куршиновичи), где замучили и расстреляли в 3 ямах-могилах. Каждый эсэсовец имел задание убить одного еврея. Часть из этих евреев (30 мужчин) убили в этот же день в другом месте — в 1 км от деревни, возле имения Синява (Синяво).
В деревне Остров, в 30 километрах от Барановичей, перед войной жило около 20 еврейских семей. 28 августа 1941 года в местечко прибыл карательный отряд войск СС. Евреев прикладами и палками согнали на церковную площадь и сказали, что поведут в Ляховичское гетто. Но обреченных людей отвели недалеко, за станцию узкоколейки, к штабелям древесины, где уже была заранее вырыта яма, и в присутствии населения расстреляли из автоматов. Были убиты, по разным данным, от 29 до 56 евреев, большинство среди которых составляли женщины и дети. Раненых беспощадно добивали.
Возле станции Рейтаново (поселок Русиновичи) находится братская могила евреев. В 1942 году гитлеровцы и полицаи отвели за железнодорожную станцию 65 евреев, мужчин и женщин, всех замучили и расстреляли.

## Гетто
Реализуя нацистскую программу уничтожения евреев, немцы создавали гетто почти во всех городах и населённых пунктах Беларуси, где проживало еврейское население. Так и в Ляховичском районе оккупанты организовали одно гетто — в Ляховичах (июнь 1941 — май 1943), в котором погибли более 4725 евреев.

## Праведники мира
В Ляховичском районе два человека — Грищик Викентий и его жена Мария — были удостоены почетного звания «Праведник народов мира» от израильского мемориального института «Яд Вашем» «в знак глубочайшей признательности за помощь, оказанную еврейскому народу в годы Второй мировой войны» — за спасение Арганд Татьяны в деревне Улазовичи.

## Память
Опубликованы неполные списки жертв геноцида евреев в Ляховичском районе.
Два памятника евреям установлены в Ляховичах.
В 2009 году памятники убитым евреям были установлены в деревнях Остров и Медведичи.
Памятник расстрелянным евреям установлен и возле станции Рейтанов.
Ещё один памятник на берегу Огинского канала на месте расстрела евреев и, позже, в 1942 году, — гибели партизан отряда имени Щорса, — установлен в середине 1980-х годов в труднодоступной местности, и добраться к нему можно только на лодке по мелиоративному и Огинскому каналам. Ухаживают за ним белорусские егеря Ляховичского лесничества. Памятник установлен по инициативе и на средства жителей Израиля — выходцев из этого района. Само место захоронения убитых евреев было смыто во время одного из разливов канала, поэтому памятный знак установлен рядом с местом расстрела. Поскольку в советское время не было возможности указать, что здесь похоронены евреи, надпись на камне до сих пор сообщает только о погибших партизанах.